# Play-Doh
Play-Doh è il nome commerciale di un materiale plastico modellabile prodotto e commercializzato dalla Hasbro, normalmente utilizzato come gioco dai bambini. Ha delle caratteristiche fisiche particolari e specifiche; le più importanti sono la malleabilità e l'elasticità.
Nata inizialmente come pasta per la pulizia della carta da parati fu brevettata da Noah McVicker e Joseph McVicker nel 1965 con il brevetto USA 3.167.440.

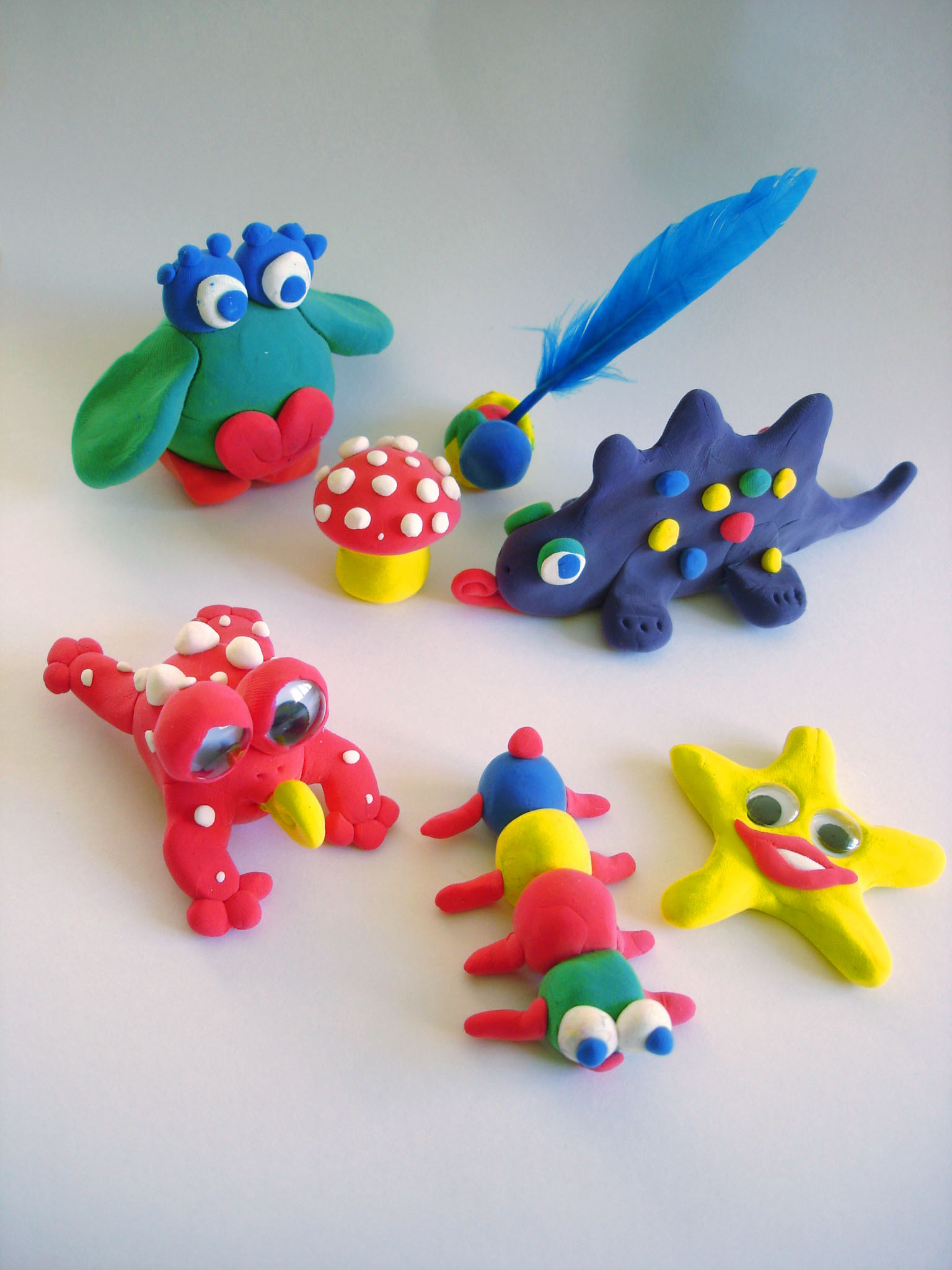
Oggetti fatti con Play-Doh.

## Composizione chimica
La composizione esatta non è nota ma alcuni fra i principali componenti sono:
- Farina di frumento (il glutine è responsabile della consistenza elastica)
- Sale (impedisce proliferazioni batteriche)
- Solfato di alluminio (rassoda e rende il composto amaro)
- Sodio borato (conservante, usato anche nel caviale)
- Coloranti
- Amilopectina (addensante e legante)
- Olio minerale
- Monostearato di glicole polietilenico